# نعمت مختار
نعمت مختار (16 نوفمبر 1932 -)، ممثلة وراقصة شرقية مصرية.

## عن حياتها
احترفت الرقص وعملت في بداية حياتها كراقصة في الكازينوهات قبل أن تنتقل للعمل في السينما وجسدت أدوارا صغيرة قبل أن تقرر إنتاج فيلم «المرأة التي غلبت الشيطان» وتقوم ببطولته وقررت بعد هذه التجربة اعتزال الفن والتفرغ لحياتها الخاصة.

## أعمالها

### الأفلام
- 1951: فتاة السيرك
- 1953: حميدو
- 1953: بائعة الخبز
- 1954: قرية العشاق
- 1954: خطف مراتي
- 1954: حدث ذات ليلة
- 1954: الفارس الأسود
- 1954: الآنسة حنفي
- 1954: أسعد الأيام
- 1955: دموع في الليل
- 1955: إسماعيل يس يقابل ريا وسكينة
- 1956: كفاية يا عين
- 1956: صحيفة السوابق
- 1957: لن أبكي أبدا
- 1957: ابن حميدو
- 1958: مجرم في إجازة
- 1958: سلم على الحبايب
- 1958: خالد بن الوليد
- 1958: امسك حرامي
- 1958: أبو عيون جريئة
- 1958: سامحني
- 1959: حسن ونعيمة
- 1959: حب ودلع
- 1959: الله أكبر
- 1960: مال ونساء
- 1960: رجال في العاصفة
- 1960: الفانوس السحري
- 1961: رسالة إلى الله
- 1962: الفرسان الثلاثة
- 1962: مذكرات تلميذة
- 1962: كلهم أولادي
- 1962: بين القصرين
- 1962: أنا الهارب
- 1963: زقاق المدق
- 1965: جدعان حارتنا
- 1965: المشاغب
- 1966: فارس بني حمدان
- 1966: الزوج العازب
- 1966: الحياة حلوة
- 1967: الراجل ده حيجنني
- 1968: عدوية
- 1969: ابن الشيطان
- 1970: صراع مع الموت
- 1971: ثرثرة فوق النيل
- 1973: حمام الملاطيلي
- 1973: المرأة التي غلبت الشيطان

### المسلسلات
- 1964: بنت الحتة
- 1969: المطاردة
- 1970: ناعسة
- 1974: القضبان

### المسرحيات
- 1969: بنت الهوى

## روابط خارجية
- نعمت مختار على موقع الدهليز
- نعمت مختار على موقع قاعدة بيانات الأفلام العربية